# IBM 801
El 801 fue una minicomputadora experimental diseñada por IBM. La arquitectura resultante se usó en varios roles en IBM en los años 80. 
Alrededor de 1974, IBM estaba considerando la posibilidad de construir un conmutador telefónico para manejar un millón de llamadas por hora; estimaron que esto requeriría al menos un procesador MIPS 6. El grupo que trabajó en este proyecto en el Centro de Investigación Thomas J. Watson, incluido John Cocke, diseñó un procesador para este propósito; el proyecto de conmutador telefónico se abandonó en 1975 sin que se hubiera construido el procesador, pero la investigación del procesador continuó como el proyecto 801, a partir de octubre de 1975. El nombre 801 proviene del edificio donde se encontraba el proyecto, número 801. IBM buscaba formas de mejorar el rendimiento de sus máquinas existentes, con miembros del equipo del proyecto estudiando los rastros de los programas que se ejecutan en los mainframes System/370 y observando el código del compilador. De este proyecto surgió la idea de que era posible hacer un núcleo muy pequeño y rápido, que luego podría usarse para implementar el microcódigo para cualquier máquina. 
La arquitectura inicial propuesta era una máquina con registros de 24 bits y sin memoria virtual.
Posteriormente, el proyecto desarrolló el diseño de "núcleo rápido" como CPU, también denominado 801. La CPU resultante estuvo operativa en el verano de 1980 y se implementó utilizando la tecnología Motorola MECL-10K en grandes tableros personalizados envueltos en alambre. La CPU fue configurada a ciclos de 66 nanosegundos (aproximadamente 15.15 MHz) y podrían calcularse a la velocidad entonces rápida de aproximadamente MIPS 15. 
La arquitectura 801 se usó en una variedad de dispositivos IBM, incluidos los controladores de canal para sus mainframes S/370 (como el IBM 3090), varios dispositivos de red y, finalmente, el núcleo del mainframe IBM 9370. La versión original de la arquitectura 801 fue la base de la arquitectura del microprocesador IBM ROMP. El ROMP utilizado en la computadora de la estación de trabajo IBM RT PC y varias computadoras experimentales de IBM Research. 
A principios de la década de 1980, las lecciones aprendidas en el 801 se reincorporaron al nuevo Proyecto América, que llevó a la arquitectura IBM POWER y al microordenador científico RS/6000 de escritorio.
Por su trabajo en el 801, John Cocke recibió el Premio Turing en 1987, la Medalla Nacional de Tecnología en 1991 y la Medalla Nacional de la Ciencia en 1994.[cita requerida]

## Otras lecturas
- "Modificar la arquitectura de la computadora es una forma de aumentar el rendimiento, sugieren los investigadores de IBM". Electronics V. 49, N. 25 (23 de diciembre de 1976), pp. 30 - 31.
- V. McLellan: "IBM Mini a Radical Departure". Datamation V. 25, N. 11 (octubre de 1979), pp. 53 - 55.
- Dewar, Robert B.K.; Smosna, Matthew (1990). Microprocessors: A Programmer's View. McGraw-Hill. pp. 258-264. (requiere registro).
- Tabak, Daniel (1987). RISC Architecture. Research Studies Press. pp. 69-72.